# Julien Serrano
Julien Serrano (ur. 13 lutego 1998 w Aix-en-Provence) – francuski piłkarz występujący na pozycji obrońcy w monakijskim klubie Monaco, którego jest wychowankiem. W trakcie swojej kariery grał także w takich zespołach, jak Cercle Brugge, Béziers oraz Livingston.